# Текстильный лабидохромис
Текстильный лабидохромис (лат. Labidochromis textilis) — один из видов рыб семейства цихловых. Эта рыба обитает в озёре Малави. Имеет размеры 7-9 сантиметров.

## Этимология
Название вида происходит от латинского слова 'texstilis' (тканный, свитый, сплетённый) и указывает на узорчатый рисунок корпуса этих рыб..

## Среда обитания
Впервые были выловлены у мыса Мара в озере Малави. Встречаются в восточной части озера Малави между рифом Унду и посёлком Метангула. Там они обитают у скал и в небольших подводных пещерах.
Питается в основном мелкими животными (личинками, ракообразными), выклёвывая их из скальных обрастаний.